# Иудея и Самария (округ)
Округ Иудея и Самария (ивр. מחוז יהודה ושומרון‎, Йехуда ве-Шомрон) — один из семи административных округов Израиля. Территория округа включает весь Западный берег реки Иордан, который согласно международному сообществу находится под израильской оккупацией с 1967 года, кроме территорий Восточного Иерусалима, аннексированного Израилем в 1980 году.
Термин «Иудея и Самария» используется в Израиле как официальное название для Западного берега реки Иордан.

## История
Исторически регион «Иудея и Самария» был частью единого Израильского царства, а затем частично относился к Северному Израилю и частично к Иудее. Название Иудея (Йехуда) относилось ко всей области к югу от Иерусалима, включая Гуш-Эцион и Хеврон, а Самария (Шомрон) ко всей области к северу от Иерусалима.
Термин «округ Иудея и Самария» (Йехуда ве-Шомрон) был официально утверждён израильским правительством в 1967 году, но стал широко использоваться только после прихода к управлению страной партии «Ликуд» в 1977 году. Согласно историку Иэну Лустику, по приходе «Ликуда» ко власти в Израиле в 1970-е годы употребление терминов «оккупированная территория» и «Западный берег» было запрещено в новостных репортажах.

## Международный статус

### История
После Арабо-израильской войны (1947—1949) этот регион находился под контролем Иордании до 1967 года. В результате победы Израиля в Шестидневной войне контроль над ним перешёл к Израилю. Согласно Резолюции 242 Совета Безопасности ООН, Израиль должен уйти с территорий, захваченных в ходе конфликта, при условии прекращения всех взаимных претензий, исполнения Резолюции и прекращения состояния войны. Будущий статус региона является ключевым фактором в текущем израильско-палестинском конфликте. В настоящее время это наиболее быстро растущий регион Израиля в отношении населения. Население округа Иудея и Самария растёт ежегодно на 5 %.

### Современное состояние и пути решения проблемы
Округ Иудея и Самария находится в ведении Центрального военного округа Армии Обороны Израиля, и административные решения принимаются командующим округа. Действующий командующий Центральным военным округом, командующий израильскими войсками в Иудее и Самарии — генерал-майор Ави Блут.
Согласно плану «Сделка века» Дональда Трампа предполагается, что Иудея и Самария, а также прочие поселенческие территории со спорным статусом станут международно-признанными территориями Израиля и будут обнесены барьером безопасности в обмен на обширные израильские территории к югу от Сектора Газа, которые будут отданы Палестинской администрации. В качестве поддержки урегулирования США предлагают инвестиции на $50 млрд.

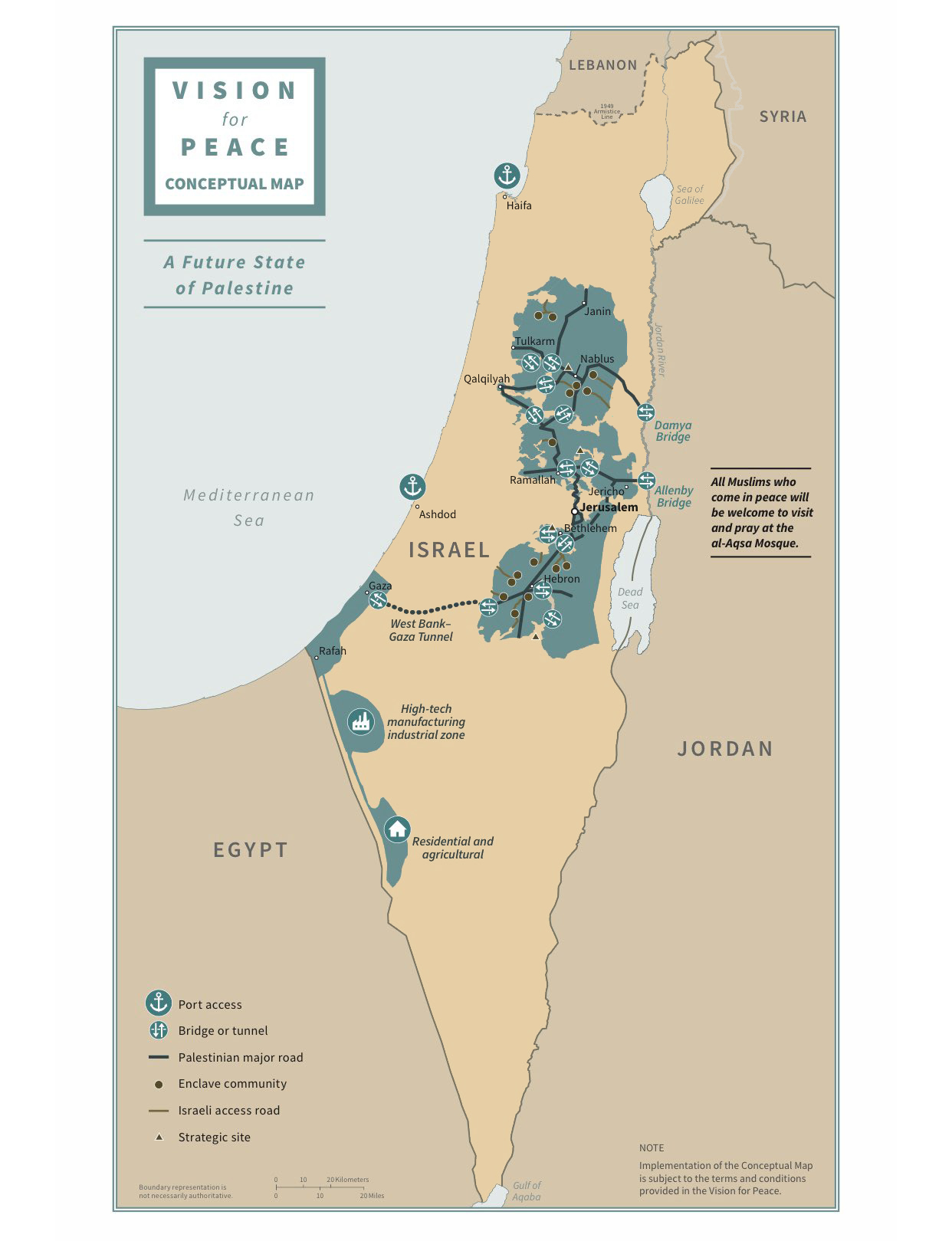
Предложения США в рамках «Сделки века» по разделу Иудеи и Самарии между Израилем (желтый) и Палестиной (зелёный)

Премьер-министр Израиля Биньямин Нетаньяху назвал план США «реалистичным путём к миру» и пообещал, что «Израиль будет готов прямо сейчас приступить к переговорам о мире». Палестинский руководитель Махмуд Аббас назвал план США «заговором», «вероломством» и «планом по ликвидации национального проекта».

## Демография
По статистическим данным Центрального статистического бюро Израиля население округа на 2023 год составляет 478 600 человек.

## Города
| № | Название     | Число жителей | Площадь (в дунамах) | Год строительства | Статус города с |
| - | ------------ | ------------- | ------------------- | ----------------- | --------------- |
| 1 | Модиин-Илит  | 76 374        | 4,746               | 1990              | 2008            |
| 2 | Бейтар-Илит  | 59 270        | 3,970               | 1988              | 2001            |
| 3 | Маале-Адумим | 38 155        | 49,177              | 1977              | 1991            |
| 4 | Ариэль       | 20 540        | 14,677              | 1978              | 1998            |

## Местные советы
- Альфей-Менаше
- Ариэль[10]
- Бейтар-Илит[10]
- Бейт-Арье
- Бейт-Эль
- Эфрат
- Элькана
- Гиват-Зеэв
- Хар-Адар
- Иммануэль
- Карней-Шомрон
- Кдумим
- Кирьят-Арба
- Маале-Адумим[10]
- Маале-Эфраим
- Модиин-Илит[10]
- Оранит

## Региональные советы
- Гуш-Эцион
- Хар-Хеврон
- Мате-Биньямин
- Мегилот-Ям-ха-Мелах (неофициальное название: «Мегилот»)
- Шомрон
- Арвот-ха-Ярден (неофициальное название: «Бикат ха-Ярден»)

## Территориальное военное деление
Кроме того, округ разделён на 8 военных районов: Менаше (область Дженина), ха-Бика (Иорданская впадина), Шомрон (область Шхема), Эфраим (область Туль-Карема), Биньямин (область Рамаллы), Эцион (район Вифлеема) и Йехуда (область Хеврона).